# Фернандо Альварес де Толедо
 Ферна́ндо Альварес де Толе́до (ісп. Fernando Álvarez de Toledo; 29 жовтня 1507, П'єдраїта — 21 грудня 1582, Томар) — іспанський полководець і державний діяч. Герцог Альбський (1531—1582). Губернатор Мілана (1555—1556), віцекороль Неаполя (1556—1558), губернатор Іспанських Нідерландів (1567—1573). Перший віцекороль Португалії (1580—1582) і конетабль Португалії (1581—1582). Представник дому Альваресів Толедських. Син альбського герцога Гарсії Альвареса-де-Толедо. Народився у П'єдраїті, Кастилія. Генерал-капітан іспанської армії. Брав участь у Туніському поході (1535), Італійській війні (1542—1546), Шмалькальденській війні (1546—1547), Нідерландській війні (1568—1573), завоюванні Португалії (1580). Помер у Томарі, Португалія. Прізвиська — Великий (ісп. el Grande), Великий герцог Альбський (ісп. Gran Duque de Alba).

## Біографія
Брав участь у війнах іспанського короля Карла V в Європі. Як намісник Нідерландів (1567—73) Альба відзначився винятковою жорстокістю у придушенні революційних дій населення (див. Нідерландська революція), проте підкорити Нідерланди не зміг і був звідти відкликаний.
У 1580 році очолив іспанську армію для завоювання Португалії і примусив її укласти унію з Іспанією.